# Muhammad Mahmud
Muhammad Mahmud, arab. ‏محمد محمود‎ (ur. 1877, zm. 1941) – egipski polityk, współtwórca Partii Liberalno-Konstytucyjnej, premier Egiptu w latach 1928–1929 oraz od 1938 do 1939.

## Życiorys

### Wczesna działalność
Był synem właściciela ziemskiego. Ukończył studia historyczne w Egipcie oraz w Wielkiej Brytanii, biegle władał językiem angielskim. Od 1907 działał w Partii Narodu, brał udział w tworzeniu programu i struktur partii Wafd po deklaracji zwycięzców I wojny światowej, iż dawne posiadłości tureckie będą mogły zdecydować o swojej przyszłości politycznej samodzielnie. W marcu 1919 został internowany przez Brytyjczyków na Malcie, a następnie na Seszelach razem z innymi liderami Wafdu: Sadem Zaghlulem, Wisą Wasifem i Isma’ilem Sidkim; wszyscy zostali szybko zwolnieni po masowych protestach społecznych przeciwko ich odosobnieniu. W 1921 wystąpił z Wafdu. W 1922 współtworzył z Adlim Jakine Partię Liberalno-Konstytucyjną, w 1929 był jej wiceprzewodniczącym.

### Premier Egiptu
W 1928 wszedł do rządu Mustafy an-Nahhasa jako minister finansów. Po upadku jego gabinetu w lipcu 1928 sam został premierem. Zamierzał początkowo utworzyć gabinet koalicyjny z umiarkowanymi działaczami Wafdu, jednak planom tym stanowczo sprzeciwił się kierujący tą partią an-Nahhas, który zaatakował obecność Brytyjczyków w otoczeniu Mahmuda.
Muhammad Mahmud sceptycznie odnosił się do dotychczasowych doświadczeń egipskiego parlamentaryzmu. Równocześnie rozpoczął wdrażanie programu poprawy warunków życia na wsi, zmian w gospodarce wodnej, budowy szkół i przychodni. W kairskiej dzielnicy Sajjida Zajnab wybudował osiedle robotnicze. 18 lipca 1928 rozwiązał parlament, ogłaszając równocześnie dekret o zawieszeniu na trzy lata egipskiej konstytucji, co oznaczało oddanie całej władzy w ręce króla Fuada. Decyzja ta spotkała się z krytyką deputowanych. Wokół Wafdu zaczęła organizować się opozycja, zwalczana przez rząd środkami policyjnymi. Rząd Mahmuda polecił rozpędzać wiece i demonstracje swoich przeciwników, ograniczył wolność prasy, zabronił studentom i urzędnikom udziału w manifestacjach. 20 marca 1929 wydany został dekret zabraniający występowania przeciwko decyzji z 18 lipca 1928.
8 maja 1929 Mahmud zawarł z Wielką Brytanią porozumienie w sprawie podziału wód Nilu, pierwszą umowę dotyczącą tego problemu, korzystną przede wszystkim dla brytyjskich plantacji bawełny w Sudanie. W tym samym roku brał udział w negocjacjach brytyjsko-egipskich w sprawie dalszych stosunków obydwu państw. Pertraktacje, początkowo toczące się bez problemów, zostały jednak zawieszone przez stronę brytyjską pod pretekstem niereprezentatywności łamiącego procedury demokratyczne rządu Mahmuda. Król zdecydował się zdymisjonować jego rząd i wbrew wcześniejszym zapowiedziom rozpisać w 1929 nowe wybory, w których zwyciężył Wafd.

### Dalsza działalność
Na początku lat 30. XX wieku działał w zjednoczonej opozycji Wafdu i Partii Liberalno-Konstytucyjnej przeciwko dążeniom premiera Isma’ila Sidkiego do władzy autorytarnej. W 1934 wzywał do przywrócenia konstytucji z 1923.
Mahmud po raz drugi stanął na czele rządu w styczniu 1938. Był to gabinet przejściowy, który miał zarządzać Egiptem po zdymisjonowaniu rządu an-Nahasa do wyborów parlamentarnych w kwietniu tego samego roku. W wyborach tych zwyciężył blok Sadu i Partii Liberalno-Konstytucyjnej, Mahmud pozostał na czele koalicyjnego rządu, w którym oprócz przedstawicieli obu partii zasiedli politycy związani z królem. Rząd zabronił działalności paramilitarnych organizacji Błękitnych i Zielonych Koszul, związanych odpowiednio z Wafdem i z Młodym Egiptem. Przetrwał do 1939, gdy król zdymisjonował Mahmuda i powołał na urząd premiera Alego Mahira.